# Karaağaçlı, Tonya
Karaağaçlı là một xã thuộc huyện Tonya, tỉnh Trabzon, Thổ Nhĩ Kỳ. Dân số thời điểm năm 2011 là 1.343 người.